# Наскальные изображения в Мёллерстуфоссене
Наскальные изображения в Мёллерстуфоссене находятся в Нур-Синни (норв. Nord-Sinni), коммуна Нурре-Ланн в фюльке Оппланн в Норвегии. Представляют собой несколько выбитых в камне глубокими и широкими линиями изображений лося и ряда других животных. Площадь памятника составляет около 20 м². Размер крупнейшей из фигур в поперечнике составляет около 90 см.
Датируются концом 5 — началом 4 тыс. до н. э. Изображения были обновлены реставраторами. Рядом, в нескольких метрах, течёт река Этна, которая в весеннее половодье вплотную подступает к памятнику.